# Platypolia contadina
Platypolia contadina là một loài bướm đêm trong họ Noctuidae.